# Gute Menschen (Tschechow)

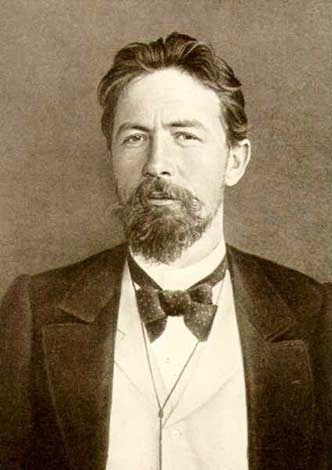
Anton Tschechow

Gute Menschen (russisch Хорошие люди, Choroschije ljudi) ist eine Kurzgeschichte des russischen Schriftstellers Anton Tschechow, die am 22. November 1886 in der Tageszeitung Nowoje wremja erschien.

## Inhalt
Moskauer Literaten in den 1880er-Jahren: Der Erzähler sucht mitunter Wladimir Semjonytsch Ljadowski und seine Schwester, die Ärztin Wera Semjonowna, auf. Der gelernte Jurist Wladimir ist zwar bei der Eisenbahn angestellt, doch seine Passion ist die Literatur. Wladimir rezensiert für eine unbedeutende Zeitung literarische Arbeiten. Weras Gatte, ein Architekt, war an Typhus gestorben. Darauf hatte die junge Witwe ihren Beruf an den Nagel gehängt und war zu ihrem Bruder gezogen. Bewundernd schaut sie Wladimir über die Schulter, wie er seine Feuilletons verfasst. Aber als sich nach dem genaueren Lesen ihr Widerspruchsgeist regt, verletzt die junge Witwe den Autorenstolz des Bruders. Die geschwisterliche Zuneigung weicht beiderseitig kühler Distanz. Wera wird von Wladimir in der Wohnung endlich nur noch geduldet. Ihr herablassendes Schweigen reizt ihn. Kalt küsst sie ihn eines Tages auf die Stirn und geht. Wladimir begleitet Wera bis auf die Straße. Die Ärztin blickt sich kein einziges Mal nach dem Bruder um, reist in das Gouvernement N. und will dort gegen die Pocken kämpfen. Zum Schreibtisch zurückgekehrt, macht sich Wladimir über sein Feuilleton her. Eines Tages erkrankt er an einer Lungenentzündung, bekommt eine Fistel am Knie und stirbt.
Als der Erzähler im Tatarischen Restaurant unter Literaten für das Grab des Toten auf dem Wagankow-Friedhof sammelt, bekommt er keine Kopeke.

## Verwendete Ausgabe
- Gute Menschen. S. 278–290 in Gerhard Dick (Hrsg.) und Wolf Düwel (Hrsg.): Anton Tschechow: Das schwedische Zündholz. Kurzgeschichten und frühe Erzählungen. Deutsch von Gerhard Dick. 668 Seiten. Rütten & Loening, Berlin 1965 (1. Aufl.)